# Johannes Birckholtz
Johannes Birckholtz (* 24. Oktober 1903 in Hamburg; † 5. Dezember 1994) war ein deutscher Jurist und Staatssekretär.

## Leben
Birckholtz studierte von 1923 bis 1926 Rechtswissenschaften an der Universität Hamburg. Nach dem Studium war er Verwaltungsbeamter in der Wohlfahrtsbehörde Hamburg. Aufgrund seiner SPD-Mitgliedschaft geriet er 1933 in Haft. Bis zum Kriegsdienst in der Wehrmacht (ab 1941) war er als Rechtsanwalt tätig. Nach dem Zweiten Weltkrieg wurde er erneut in den Staatsdienst übernommen und 1961 zum Staatsrat in der Behörde für Inneres in Hamburg ernannt. 1969 holte ihn Bundesverteidigungsminister Helmut Schmidt, ehemaliger Senator der Polizeibehörde, seit 1962 Innenbehörde in Hamburg, als Staatssekretär in das Bundesministerium der Verteidigung nach Bonn. Von 1972 bis 1982 war er Richter am Hamburgischen Verfassungsgericht. Außerdem gehörte er von 1970 bis 1975 dem Rundfunkrat des Deutschlandfunks an. Birckholtz war verheiratet.